# Jeremy Foley
Jeremy Foley, nome vero di Geronimo Jeremiah Foley (Albuquerque, 20 febbraio 1983), è un attore statunitense.
Ha cominciato la sua carriera da ragazzino, partecipando alla realizzazione di film quali Dante's Peak - La furia della montagna (1997).
Foley ha anche fatto svariate apparizioni in diverse serie televisive quali Buffy l'ammazzavampiri e Il tocco di un angelo.
Ha dato la voce al fantasmino Casper in Casper: un fantasmagorico inizio (1997) e Casper e Wendy, una magica amicizia (1998).
Sempre nel 1998 Foley ha fatto parte del cast del film Marabunta - Minaccia alla Terra, affiancando attori quali Patrick Fugit.
Per la sua attività di attore Foley ha ottenuto una vittoria e tre nomination per quanto riguarda gli Young Artist Awards.

## Filmografia parziale

### Cinema
- Dante's Peak - La furia della montagna (Dante's Peak), regia di Roger Donaldson (1997)
- Marabunta - Minaccia alla Terra (Legion of Fire: Killer Ants!), regia di Jim Charleston e George Manasse (1998)
- Un centravanti a quattro zampe (Soccer Dog: The Movie), regia di Tony Giglio (1999)

### Televisione
- Buffy l'ammazzavampiri (Buffy the Vampire Slayer), episodio "Incubi" ("Nightmares") (1997)
- Il tocco di un angelo (Touched by an Angel), episodio "?" ("Elijah") (1998)
- Come trovare un amico e mettersi nei guai (The New Adventures of Spin and Marty: Suspect Behavior) (2000)
- Avventure ad High River (Caitlin's Way) (2000-2002)

### Doppiatore
- Casper - Un fantasmagorico inizio (Casper: A Spirited Beginning), regia di Sean McNamara (1997)
- Casper e Wendy - Una magica amicizia (Casper Meets Wendy), regia di Sean McNamara (1998)

## Doppiatori italiani
Nelle versioni in italiano dei suoi lavori, Jeremy Foley è stato doppiato da:
- Domitilla D'Amico in Dante's Peak - La furia della montagna
- Stefano Brusa in Avventure ad High River

Da doppiatore è sostituito da:
- Lorenzo De Angelis in Casper - Un fantasmagorico inizio, Casper e Wendy - Una magica amicizia